# Macrotrachela ornata
Macrotrachela ornata är en hjuldjursart som beskrevs av Donner 1949. Macrotrachela ornata ingår i släktet Macrotrachela och familjen Philodinidae. Inga underarter finns listade i Catalogue of Life.